# Capònids

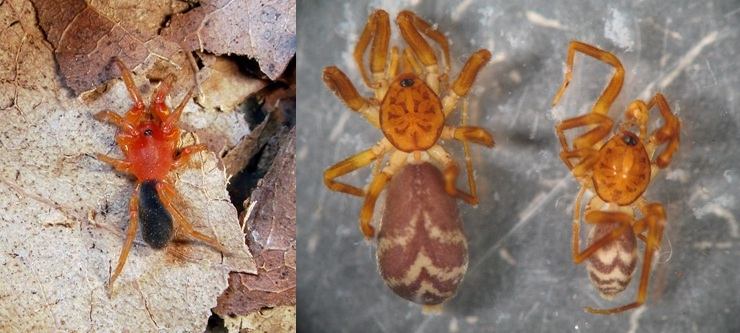
Imatges de capònids

Els capònids (Caponiidae) són una família d'aranyes araneomorfes. Fou descrita per primera vegada per Eugène Simon l'any 1895.

## Morfologia
Són aranyes acribel·lades, haplogines; això és un indicador que es tracta d'un grup relativament primitiu. Calponia harrisonfordi, de Califòrnia, sembla que sigui el membre més primitiu de la família.
La majoria de les espècies tenen només dos ulls, caràcter que les diferencia clarament de les altres aranyes. Hi ha algunes espècies amb quatre, sis o vuit ulls. Fins i tot en alguna espècie el nombre d'ulls varia des dels primers estadis del desenvolupament fins a l'etapa adulta. Així, de manera resumida:
- 8 ulls: Calponia, Caponia.
- 6 ulls: Caponina (tot i que també pot tenir 2, 3, 4 o 5 ulls).
- 4 ulls: Nopsides, Notnops.
- 2 ulls: Nops, Orthonops, Diploglena, Taintnops, Tisentnops.

Són aranyes d'aproximadament 2 a 5 mm de llargada i són difícils de trobar. Per això se'n sap poc dels seus costums tot i que s'ha observat que algunes espècies són depredadores d'altres aranyes. S'assemblen als disdèrids, especialment a Dysdera. El cefalotòrax (prosoma) és taronja i l'abdomen (opistosoma) d'un gris suau. Les espècies amb dos ulls el tenen al mig de la part del davant.

## Filogènia
Les seves relacions filogenètiques han estat molt de temps per aclarir, però als inicis dels 90 s'ha determinat que siguin probablement un grup proper als tetrablèmmids, amb els quals havien format part dins la superfamília (Caponioidea), i també presenten similituds amb les famílies dels disderoïdeus.
La subfamília Nopinae consta com a mínim de 4 gèneres: Nops, Nopsides, Orthonops i Tarsonops. És improbable que els altres gèneres formin un grup monofilètic.

## Sistemàtica
Segons el World Spider Catalog del 6 de febrer de 2019 existeixen els següents gèneres:
- Calponia Platnick, 1993 – EUA
- Caponia Simon, 1887 – Àfrica
- Caponina Simon, 1892 – Amèrica del Sur, Amèrica Central
- Carajas Brescovit & Sánchez-Ruiz, 2016 – Brasil
- Cubanops Sánchez-Ruiz, Platnick & Dupérré, 2010 – Bahames, Cuba, Hispaniola
- Diploglena Purcell, 1904 – Sud-àfrica
- Iraponia Kranz-Baltensperger, Platnick & Dupérré, 2009 – Iran
- Laoponia Platnick & Jäger, 2008 – Laos, Vietnam
- Medionops Sánchez-Ruiz & Brescovit, 2017 – Amèrica del Sur, Amèrica Central
- Nasutonops Brescovit & Sánchez-Ruiz, 2016 – Brasil
- Nops MacLeay, 1839 – Amèrica del Sur, Amèrica Central, Carib
- Nopsides Chamberlin, 1924 – Mèxic
- Notnops Platnick, 1994 – Xile
- Nyetnops Platnick & Lise, 2007 – Brasil
- Orthonops Chamberlin, 1924 – EUA, Mèxic
- Taintnops Platnick, 1994 – Xile
- Tarsonops Chamberlin, 1924 – Mèxic
- Tisentnops Platnick, 1994 – Xile

La distribució es limita a Àfrica i Amèrica, on es poden trobar des de l'Argentina fins als Estats Units.
Calponia és una contracció de Californian Caponia, perquè l'única espècie, Calponia harrisonfordi té, com el gènere africà Caponia, vuit ulls. El nom de l'espècie està dedicat a l'actor Harrison Ford, en reconeixement dels seus esforços en benefici de l'American Museum.
Tres gèneres nous descrits per Norman I. Platnick el 1994 es van nomenar en referència al gènere Nops, i així van afegir-se a la família, Notnops, Taintnops i Tisentnops, emfasitzant un tipus de relació. L'única espècie de Taintnops, T. goloboffi, es diu així en honor d'un dels recol·lectors, P. A. Goloboff.

### Superfamília Caponioidea
Els capònids havien format part de la superfamília dels caponioïdeus (Caponioidea), al costat dels tetrablèmmids.
Les aranyes, tradicionalment, foren classificades en famílies que van ser agrupades en superfamílies. Quan es van aplicar anàlisis més rigorosos, com la cladística, es va fer evident que la major part de les principals agrupacions utilitzades durant el segle XX no eren compatibles amb les noves dades. Actualment, els llistats d'aranyes, com ara el World Spider Catalog, ja ignoren la classificació per sobre del nivell familiar.